# A Dança dos Paroxismos
A Dança dos Paroxismos é um filme mudo português, realizado por Jorge Brum do Canto, no ano de 1929.